# Vauréal
Vauréal – miejscowość i gmina we Francji, w regionie Île-de-France, w departamencie Dolina Oise.
Według danych na rok 2010 gminę zamieszkiwało 16 180 osób, a gęstość zaludnienia wynosiła 4676 osób/km².